# شیخ محمد خالد
شیخ محمد خالد سیاستمدار اهل افغانستان است.زاده ولایت نورستان میباشد  وی در ۷ سپتامبر ۲۰۲۱ به عنوان سرپرست وزارت ارشاد و فرهنگ، امر بالمعروف و نهی المنکر امارت اسلامی افغانستان تعیین شد.

## زندگی نامه
شیخ الحدیث محمد خالد (الحنفی) فرزند فرمانده حبیب الله در سال 1350 هجری شمسی در روستای کلام شهید از توابع نورستان از توابع ناحیه دوابه در خانواده‌ای جهادی و مذهبی دیده به جهان گشود.

## تحصیلات
او اولین تحصیلات رسمی خود را نزد پدربزرگش در خانه خود گذراند و در همان زمان تحصیلات مدرن خود را نیز ادامه داد و تا کلاس دوازدهم به مدرسه رفت.
تحصیلات متوسطه یا متوسطه را در استان های مختلف کشور و در مدارس مختلف سرزمین هجرت از جمله الکلام، المعانی، فقه، فقه، النجوا، الشرف، حساب، و علم او از مارتونگ و چیکسار بابا، مولوی شهزاده، مولوی نورالحق و مولوی عبدالحلیم در مناطق مختلف و منطقه علمی معروف خسکر به ارث رسیده است.
به دلیل علاقه به حدیث و فقه، دوره کوتاه را دو بار، یک بار در مدرسه معروف دارالعلوم حقانیه و بار دوم در چک دره نزد مولوی محمد صدیق (دیوبندی) به پایان رساند.
تحصيلات پاياني خود را در رشته حديث در سال 1376 هجري شمسي پس از بررسي و تحقيق فراوان در مدرسه اي به نام امدادالعلوم نزد محدث شيخ معروف مولانا حسن جان شهيد (تقبل الله) به پايان رساند.
عطش او برای علم سیری ناپذیر بود، برای تفسیر به زیارت شاه منصور رفت و در آنجا تفسیر قرآن کریم را نزد مفسر معروف شاه منصور باباجی فرا گرفت.
پس از فارغ التحصیلی به تدریس روی آورد و به عنوان یک دانشمند نامی ظاهر شد.
او طلبه ای مستعد بود و پس از فارغ التحصیلی به عنوان عالمی توانا به گسترش علم پرداخت و در دوره تدریس به مدت 10 سال در مدارس مختلف از جمله دارالعلوم صفیه و دارالعلوم عربیه به تدریس کلیه کتب فنون پرداخت. پس از آن سیزده سال در خدمت احادیث مبارکه گذرانده و در مدارس مختلف از جمله دارالعلوم عربیه، دارالعلوم احیاء العلوم و جامع فاروقیه تدریس کرده و بیست و دو سال نیز به تدریس تفسیر پرداخته است، بنابراین در تفسیر مهارت خوبی دارد. .

### جهاد و مبارزه:
از دیگر مشغله های بزرگ آقای حنفی صاحب علاوه بر آموختن و سپس تدریس، جهاد بود.
در اولین حکومت امارت به رهبری برادرش مولوی رستم که وزیر امور اجتماعی آن زمان نیز بود به صف مجاهدین پیوست.
در همین راستا در مناطق نیمروز و دلارام یک گروه جهادی تشکیل داد و با همه سختی ها به جهاد پشت نکرد و تا آخر یار صف جهادی ماند.
اینکه خانواده ایشان نه تنها در انقلاب کنونی، بلکه در جهاد علیه روس ها نیز سابقه و سابقه جهادی دارند.
پدرش مالک حبیب الله از رهبران معروف جهادی و حاکم منطقه بود.
وی از سوی مولوی عبدالرزاق، فرمانده کل حزب نهضت در جریان جهاد علیه روسیه به عنوان امیر ولایت نورستان منصوب شد.
او مجاهد معروفی بود که در آن زمان اولین ناحیه کشور یعنی دوابه را که توسط روس ها فتح شد، رهبری می کرد، اما پس از آن ناحیه نورگرام نیز به رهبری ملک حبیب الله فتح شد، یک برادر و یک برادرزاده نیز به شهادت رسیدند. در این فتح
علاوه بر این اردوگاه در ناحیه منگو در ولایت لغمان که به همین نام معروف بود به رهبری او تصرف و فتح شد و منطقه ای به نام کافر قلعه بود که بعدها ملک حبیب الله خان آن را اسلام قلعه نامید. امیر حبیب الله خان نیز در همین منطقه کشته شد.
شیخ محمد خالد (الحنفی) نیز در نهضت جهاد فداکاری های زیادی کرد و روستای وی سه بار توسط نیروهای غربی بمباران شد که طی آن چهار تن از عموزاده هایش به مقام رفیع شهادت رسیدند.
وی در خانواده خود بالغ بر 18 یتیم دارد که در حال حاضر سرپرستی آنها بر عهده وی است.

#### مسئولیت های جهادی
شیخ محمد خالد (الحنفی) در سه ولسوالی نورگرم، دوآب و مندول ولایت نورستان بوده.
وی همچنین مسئولیت ولایات لغمان و نورستان را بر عهده داشت و پس از آن مسئولیت کمپ های منطقه شرق، کمیسیون تلفات ملکی و سپس دعوت، راهنمایی، استخدام و جذب منطقه شرق را به عهده داشت.
او در زمان دعوت و ارشاد تلاش زیادی برای ایجاد آرامش و امنیت در کشور کرد.
وی علاوه بر این، در مورد بهبود و بازسازی افغانستان با مقام‌های ارشد دولت گذشته گفت‌وگو کرده و امنیت را به آنان اطمینان داده و به مردم تحصیل کرده، محصلین، انجنیران و خبرنگاران اطمینان داده است که کشور را ترک نکنند. مراقب باش.
شیخ صاحب نیز گهگاه با گروه های مختلفی که اکثر آنها بیعت و حمایت خود را از امارت اسلامی اعلام کرده اند مانند: سیفیان، سلفی ها، دره یوسف هزاره ها و غیره ملاقات می کرد.
او برای امنیت و وحدت کشور در آن روزهای سخت که هر لحظه بیم پهپادها بود و خطری سرش را تهدید می کرد، روی گردان نشد و سعی و تلاش کرد هموطنان فریب خورده خود را از کنار مردم بازگرداند. مهاجمان و در کنار آزادی خواهان از آنها برای آبادانی کشور استفاده کنند.
خاطرات تلخ و شیرین در زندگی شیخ صاحب:
او می گوید شیرین ترین خاطره زندگی اش استقلال کشورش است، اما وقتی از درس حدیث بیدار می شود، بیشتر خوشحال می شود، خیلی احساس آرامش می کند، اما از خاطرات تلخش می گوید که زمانی که بود خیلی متوقف شد. در یکی از مناطق ولسوالی شیرزادو ننگرهار با مقامات محلی دیدار کردند که به شهادت رسیدند.
می گوید وقتی شهدا برای عملیات فدایی مرخصی می‌گرفتند حسرت من بود و می‌دانستم دیگر نمی‌آیند، خیلی ناراحت شدم.
شیخ صاحب که در حال حاضر به عنوان سرپرست وزیر امر به معروف و نهی از منکر مشغول خدمت به دین است، هر لحظه تلاش می کند تا وقت خود را در راه دین و کشور سپری کند. نیت حق و رضای خدا در هر کاری.